# Cauville-sur-Mer
Cauville-sur-Mer est une commune française située dans le département de la Seine-Maritime en région Normandie.

## Géographie

### Localisation
| Manche            | Heuqueville      | Saint-Jouin-Bruneval |
| Manche            | Cauville-sur-Mer | Mannevillette        |
| Octeville-sur-Mer |                  | Fontanay             |

Cette commune est située sur la rive droite de la Seine, à une quinzaine de kilomètres du Havre, dans le canton d'Octeville-sur-Mer, en bordure de mer (comme son nom le laisse présager), sur une falaise d'une centaine de mètres d'altitude.

### Hydrographie
La commune est située dans le bassin Seine-Normandie. Elle n'est drainée par aucun cours d'eau,. Néanmoins un plan d'eau est présent sur le territoire communal : la mare aux Saules (0,12 ha),.

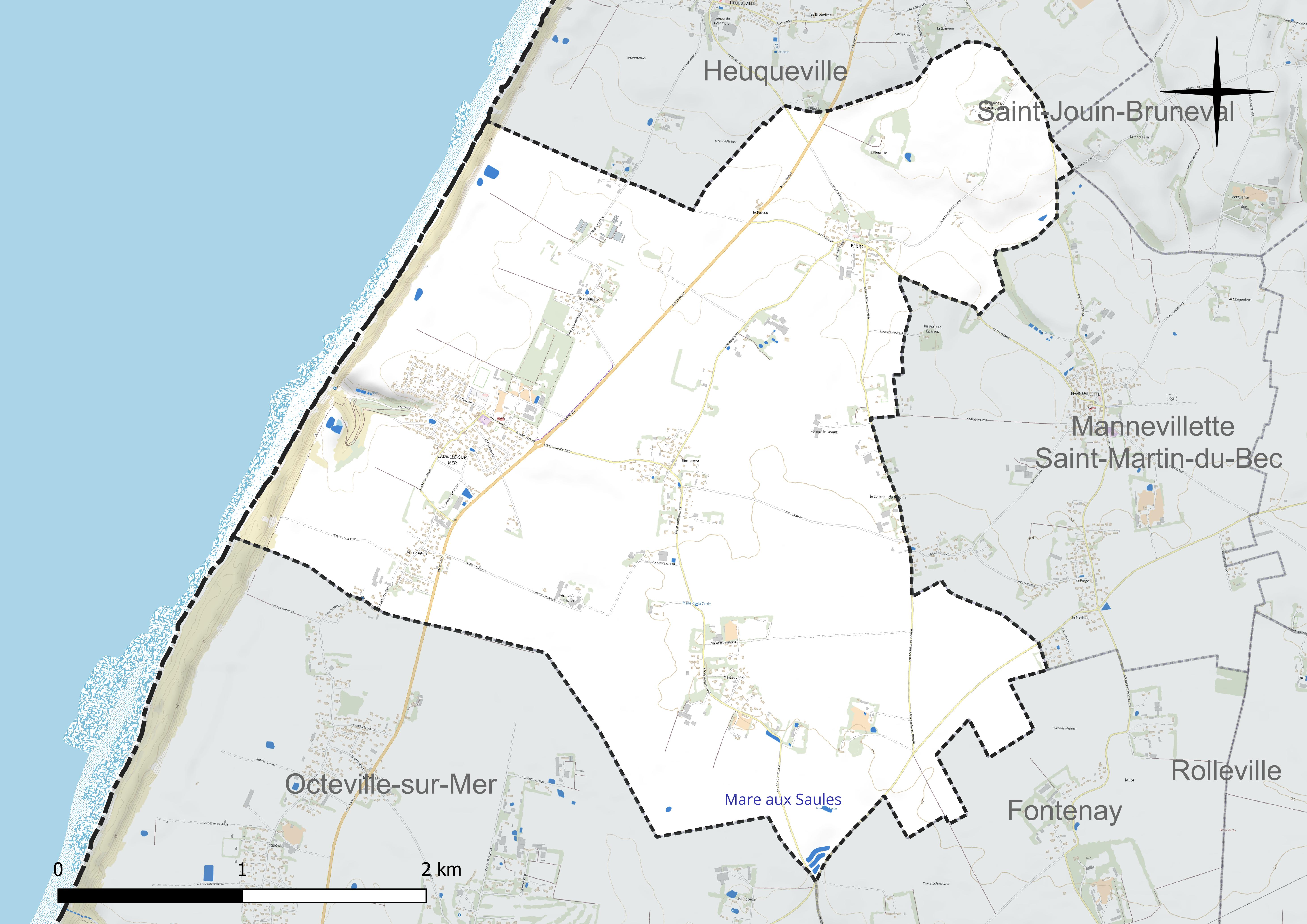
Réseau hydrographique de Cauville-sur-Mer.

### Climat
Pour des articles plus généraux, voir Climat de la Normandie et Climat de la Seine-Maritime.
En 2010, le climat de la commune est de type climat océanique franc, selon une étude du CNRS s'appuyant sur une série de données couvrant la période 1971-2000. En 2020, Météo-France publie une typologie des climats de la France métropolitaine dans laquelle la commune est exposée à un climat océanique et est dans la région climatique Côtes de la Manche orientale, caractérisée par un faible ensoleillement (1 550 h/an) ; forte humidité de l’air (plus de 20 h/jour avec humidité relative > 80 % en hiver), vents forts fréquents. Parallèlement le GIEC normand, un groupe régional d’experts sur le climat, différencie quant à lui, dans une étude de 2020, trois grands types de climats pour la région Normandie, nuancés à une échelle plus fine par les facteurs géographiques locaux. La commune est, selon ce zonage, exposée à un « climat maritime », correspondant au Pays de Caux, frais, humide et pluvieux, légèrement plus frais que dans le Cotentin.
Pour la période 1971-2000, la température annuelle moyenne est de 10,6 °C, avec une amplitude thermique annuelle de 12,2 °C. Le cumul annuel moyen de précipitations est de 913 mm, avec 12,9 jours de précipitations en janvier et 7,6 jours en juillet. Pour la période 1991-2020, la température moyenne annuelle observée sur la station météorologique la plus proche, située sur la commune de Octeville-sur-Mer à 4 km à vol d'oiseau, est de 11,5 °C et le cumul annuel moyen de précipitations est de 790,7 mm,. Pour l'avenir, les paramètres climatiques de la commune estimés pour 2050 selon différents scénarios d'émission de gaz à effet de serre sont consultables sur un site dédié publié par Météo-France en novembre 2022.

## Urbanisme

### Typologie
Au 1er janvier 2024, Cauville-sur-Mer est catégorisée commune rurale à habitat dispersé, selon la nouvelle grille communale de densité à sept niveaux définie par l'Insee en 2022.
Elle appartient à l'unité urbaine du Havre, une agglomération intra-départementale regroupant 18  communes, dont elle est une commune de la banlieue,,. Par ailleurs la commune fait partie de l'aire d'attraction du Havre, dont elle est une commune de la couronne,. Cette aire, qui regroupe 116 communes, est catégorisée dans les aires de 200 000 à moins de 700 000 habitants,.
La commune, bordée par la Manche, est également une commune littorale au sens de la loi du 3 janvier 1986, dite loi littoral. Des dispositions spécifiques d’urbanisme s’y appliquent dès lors afin de préserver les espaces naturels, les sites, les paysages et l’équilibre écologique du littoral, tel le principe d'inconstructibilité, en dehors des espaces urbanisés, sur la bande littorale des 100 mètres, ou plus si le plan local d’urbanisme le prévoit.

### Occupation des sols
L'occupation des sols de la commune, telle qu'elle ressort de la base de données européenne d’occupation biophysique des sols Corine Land Cover (CLC), est marquée par l'importance des territoires agricoles (93,8 % en 2018), une proportion sensiblement équivalente à celle de 1990 (94,1 %). La répartition détaillée en 2018 est la suivante :
terres arables (80 %), zones agricoles hétérogènes (10,2 %), zones urbanisées (4,2 %), prairies (3,5 %), milieux à végétation arbustive et/ou herbacée (1,2 %), zones humides côtières (0,8 %). L'évolution de l’occupation des sols de la commune et de ses infrastructures peut être observée sur les différentes représentations cartographiques du territoire : la carte de Cassini (XVIIIe siècle), la carte d'état-major (1820-1866) et les cartes ou photos aériennes de l'IGN pour la période actuelle (1950 à aujourd'hui).

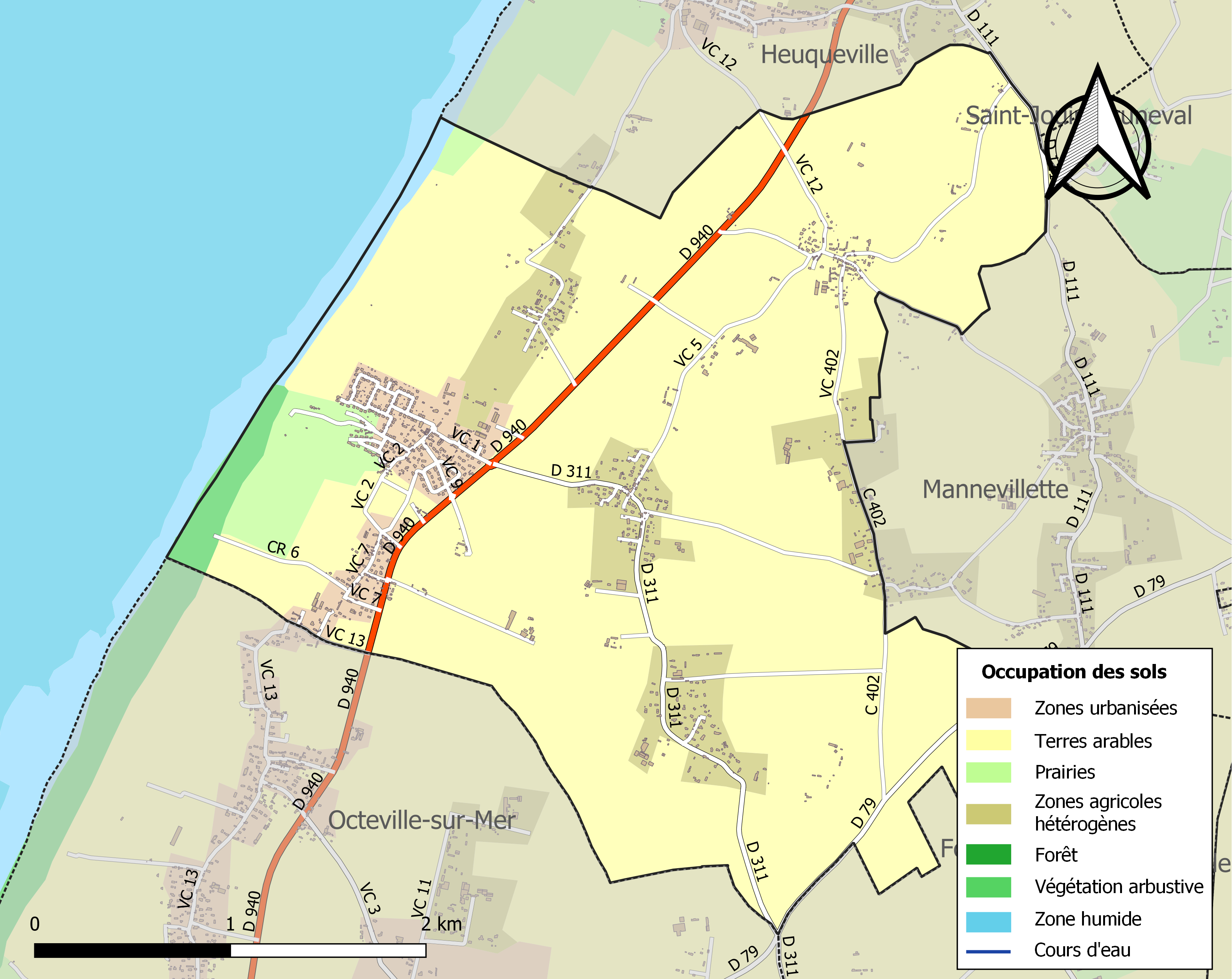
Carte des infrastructures et de l'occupation des sols de la commune en 2018 (CLC).

## Toponymie

### Attestations anciennes
Le nom de la localité est attesté sous les formes Calvelvilla et Calvel villa entre 1040 et 1066, Calvelvillam et Calvel villam vers 1049 et 1053, Calvelvillam en 1192 (Archives départementales de la Seine-Maritime, 54 H), de Cavelvilla en 1259 (Arch. S.-M. H fds. hôp. Montivilliers), Caveauville en 1319 (Arch. S.-M. G 3267-3268) et en 1403 (Arch. S.-M. G 19, 43), Cauville en 1455 (Arch. S.-M. 54 H), Saint Nicolas de Cauville en 1713 (Arch. S.-M. G 737), Cauville en 1715 (Frémont).

## Histoire
En 1823, la commune a absorbé celles voisines de Rimbertot et de Buglise ; cette dernière porta provisoirement, au cours de la Révolution française, le nom de L'Unité-Nationale,.

## Politique et administration

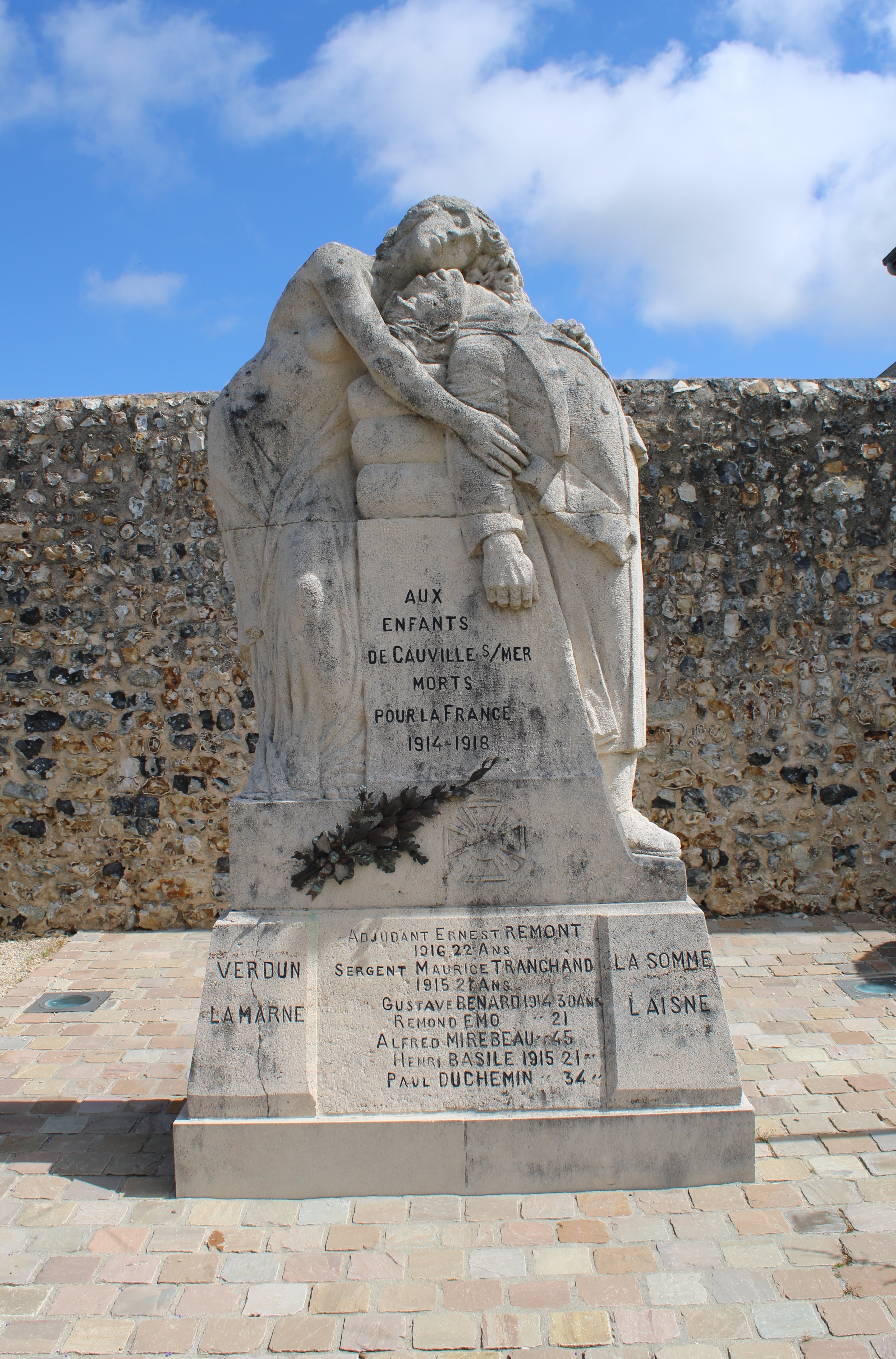
Le monument aux morts.

## Démographie
Ses habitants sont appelés les Cauvillais.
L'évolution du nombre d'habitants est connue à travers les recensements de la population effectués dans la commune depuis 1793. Pour les communes de moins de 10 000 habitants, une enquête de recensement portant sur toute la population est réalisée tous les cinq ans, les populations de référence des années intermédiaires étant quant à elles estimées par interpolation ou extrapolation. Pour la commune, le premier recensement exhaustif entrant dans le cadre du nouveau dispositif a été réalisé en 2004.

En 2022, la commune comptait 1 679 habitants, en évolution de +10,17 % par rapport à 2016 (Seine-Maritime : +0,35 %, France hors Mayotte : +2,11 %).
| 1793 | 1800 | 1806 | 1821 | 1831 | 1836 | 1841 | 1846 | 1851 |
| ---- | ---- | ---- | ---- | ---- | ---- | ---- | ---- | ---- |
| 293  | 300  | 261  | 259  | 610  | 614  | 608  | 618  | 640  |

| 1856 | 1861 | 1866 | 1872 | 1876 | 1881 | 1886 | 1891 | 1896 |
| ---- | ---- | ---- | ---- | ---- | ---- | ---- | ---- | ---- |
| 656  | 694  | 684  | 671  | 738  | 695  | 654  | 641  | 609  |

| 1901 | 1906 | 1911 | 1921 | 1926 | 1931 | 1936 | 1946 | 1954 |
| ---- | ---- | ---- | ---- | ---- | ---- | ---- | ---- | ---- |
| 598  | 614  | 625  | 572  | 584  | 560  | 525  | 524  | 544  |

| 1962 | 1968 | 1975 | 1982  | 1990  | 1999  | 2004  | 2006  | 2009  |
| ---- | ---- | ---- | ----- | ----- | ----- | ----- | ----- | ----- |
| 508  | 494  | 505  | 1 005 | 1 165 | 1 243 | 1 339 | 1 366 | 1 384 |

| 2014  | 2019  | 2022  | - | - | - | - | - | - |
| ----- | ----- | ----- | - | - | - | - | - | - |
| 1 472 | 1 594 | 1 679 | - | - | - | - | - | - |

## Culture locale et patrimoine

### Lieux et monuments

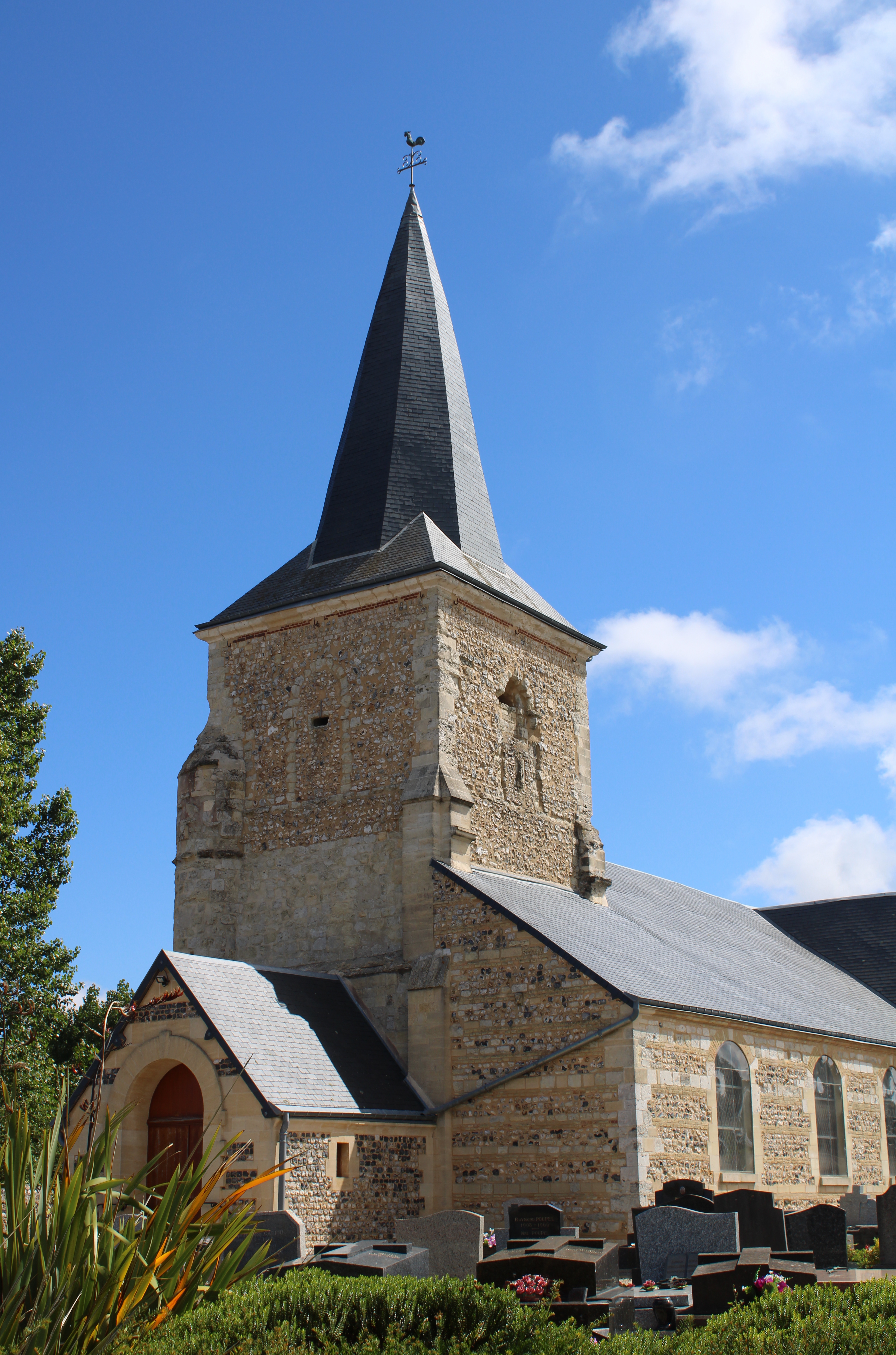
L'église Saint-Nicolas.

- Église Saint-Nicolas.
- Le colombier.

### Héraldique
| Armes de Cauville-sur-Mer | Les armes de la commune de Cauville-sur-Mer se blasonnent ainsi : De gueules aux trois épis de blé tigés et feuillés d’or, posés en pal et rangés en fasce, au chef d’azur* comportant en son milieu une dent de scie tournée vers la pointe, chargé de deux mouettes volantes et affrontées d’argent accompagnées de trois étoiles aussi d’or. * Il y a là non-respect de la règle de contrariété des couleurs : ces armes sont fautives (chef d'azur sur champ de gueules). De 1997 à 2000, les armes de la commune se blasonnaient ainsi : De gueules à la fasce d'or, accompagnée de trois épis de blé du même. | Armes de Cauville-sur-Mer de 1997 à 2000. |